# Trnava (vùng)
Vùng Trvana (tiếng Slovak: Trnavský kraj, phát âm [ˈtr̩naʊ̯skiː ˈkraj]; tiếng Hungary: Nagyszombati kerület) là một vùng hành chính của Slovakia. Nó được thành lập vào năm 1996, trước đó thì hầu hết các huyện của nó là một phần của vùng Bratislava được thành lập vào thời kỳ thành lập Tiệp Khắc năm 1923. Vùng Trvana bao gồm 251 đô thị, trong đó có 16 thị trấn. Đây là khu vực đông dân cư thứ hai ở Slovakia.

## Địa lý
Vùng này nằm ở vùng thấp hơn phía tây Slovakia, nó chia tách Bratislava với các vùng còn lại của đất nước, giữa biên giới Áo và Cộng hòa Séc ở phía bắc với biên giới Hungary ở phía nam. Phía bắc của Tiểu Carpath là một phần của vùng đất thấp Záhorie với hai phân khu, các đồi Chvojnická và vùng đồng bằng bằng phẳng Borská. Các đồi Myjava và dãy Carpath Trắng cũng gần với khu vực này. Vùng đất thấp Danubian màu mỡ nằm ở phía nam Tiểu Carpath một lần nữa tạo thành hai khu vực, đồng bằng Danubian ở phía nam là nơi có đảo sông Žitný và các đồi Danubian ở phía bắc, nơi giáp ranh với Považský Inovec chạy dọc tuyến đường nối Hlohovec với Piešťany, giáp với vùng Trenčín.
Các sông chính trong vùng bao gồm sông Danube trên biên giới với Hungary, với một phần của Đập Gabčíkovo–Nagymaros, Tiểu Danube tạo với sông Danube đảo sông Žitný, sông Váh ở phía đông, Dudváh ở trung tâm, và sông Morava ở tây bắc, dọc theo biên giới với Áo và Cộng hòa Séc.
Về mặt địa lý, vùng này giáp ranh với bang Hạ Áo (Áo) và Nam Moravia (Cộng hòa Séc) ở phía tây bắc, Vùng Trenčín ở phía bắc, Nitra ở phía đông, Győr-Moson-Sopron của Hungary ở phía nam, và vùng Bratislava ở phía tây.

## Nhân khẩu học
| Năm            | 1994    | 2004    | 2014    | 2024    |
| -------------- | ------- | ------- | ------- | ------- |
| Số lượng người | 547.173 | 553.198 | 558.677 | 565.900 |
| Sự khác biệt   |         | +1,10%  | +0,99%  | +1,29%  |

| Năm            | 2023    | 2024    |
| -------------- | ------- | ------- |
| Số lượng người | 566.114 | 565.900 |
| Sự khác biệt   |         | −0,03%  |

Đây là vùng có dân số ít nhất tại Slovakia. Tuy nhiên, mật độ dân số là 133 người/km², cao hơn mức bình quân của cả nước (110 người/km²). Các đô thị lớn nhất bao gồm Trnava, Piešťany, Hlohovec, Dunajská Streda và Sereď. Mức độ đô thị hóa là 49%, đại diện bởi 16 thị trấn. Theo điều tra dân số năm 2001, khu vực này có 551.003 người, với người Slovak chiếm đa số (73,9%), nhưng có một bộ phận người Hungary ở miền nam (23,7%), chiếm đa số ở huyện Dunajská Streda (87%) và Galanta (41%). Các dân tộc khác là người Séc và Di-gan (dưới 1%).

## Kinh tế
Đây là khu vực có sự hiệu quả trong cả phát triển công-nông nghiệp. Vị trí nằm gần Bratislava là một lợi thế, tạo điều kiện cho nhiều người tại Trnava có công việc tại thủ đô. Gần đây, nhiều tập đoàn đa quốc gia như Peugeot hay Samsung đã mở cơ sở tại Slovakia tại vùng Trnava.

## Phân cấp hành chính
Về mặt hành chính, vùng này được chia thành 7 huyên, với tổng cộng 251 đô thị, trong đó có 16 thị trấn
- Dunajská Streda
- Galanta
- Hlohovec
- Piešťany
- Senica
- Skalica
- Trnava